# Унікюла (Кастре)
У́нікюла (ест. Uniküla) — село в Естонії, у волості Кастре повіту Тартумаа.

## Населення
Чисельність населення на 31 грудня 2011 року становила 94 особи.

## Географія
Через населений пункт проходить автошлях 22265 (Реола — Гаммасте). Від села починаються дороги 22264 (Унікюла — Вастсе-Куусте) та 22140 (Тирванді — Ройу — Унікюла). 

## Історія
До 24 жовтня 2017 року село входило до складу волості Гааслава.